# Psilaster armatus
Psilaster armatus är en sjöstjärneart som beskrevs av Ludwig 1905. Psilaster armatus ingår i släktet Psilaster och familjen kamsjöstjärnor. Inga underarter finns listade i Catalogue of Life.